# Ansitz Rosengarten (Lana)

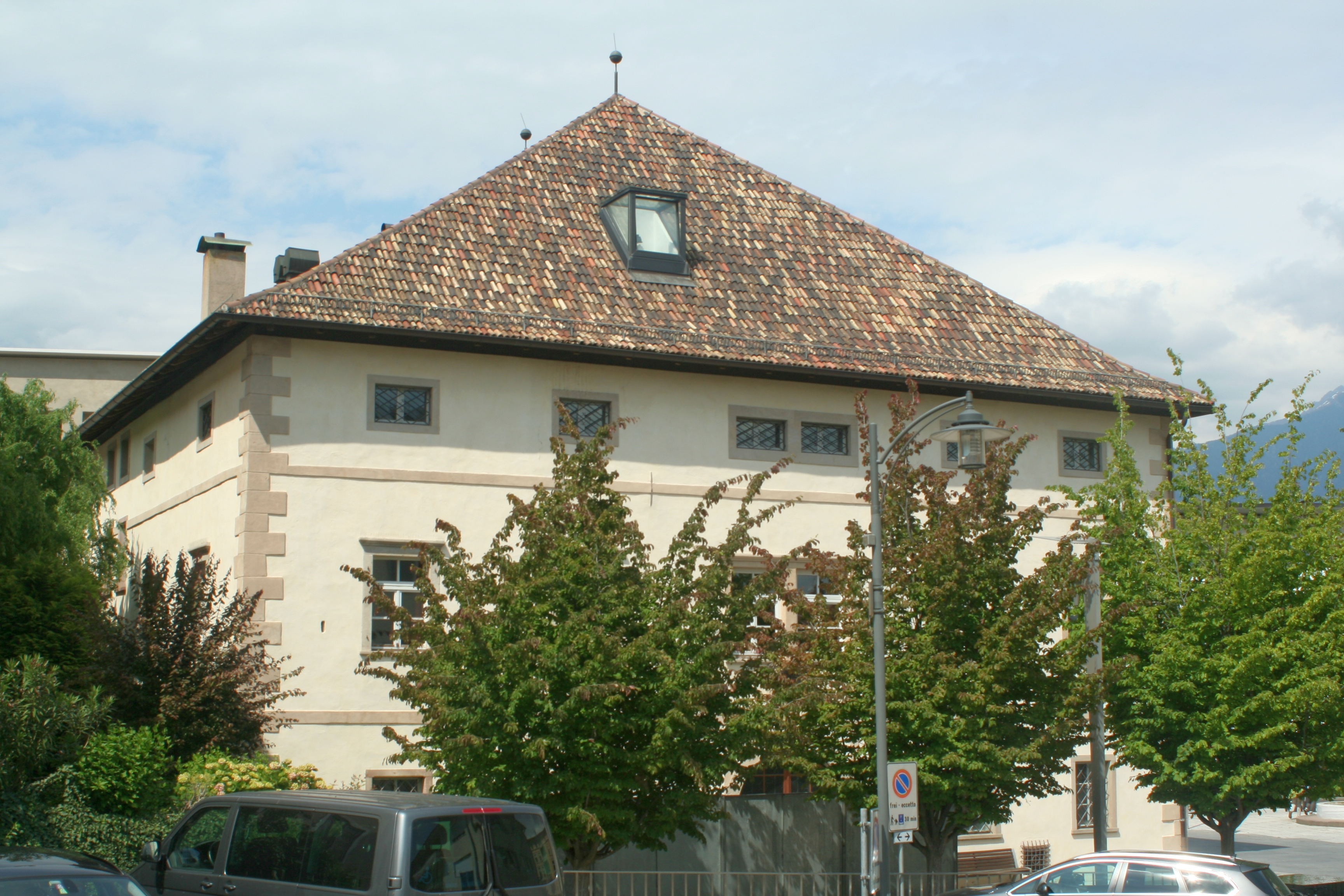
Ansitz Rosengarten

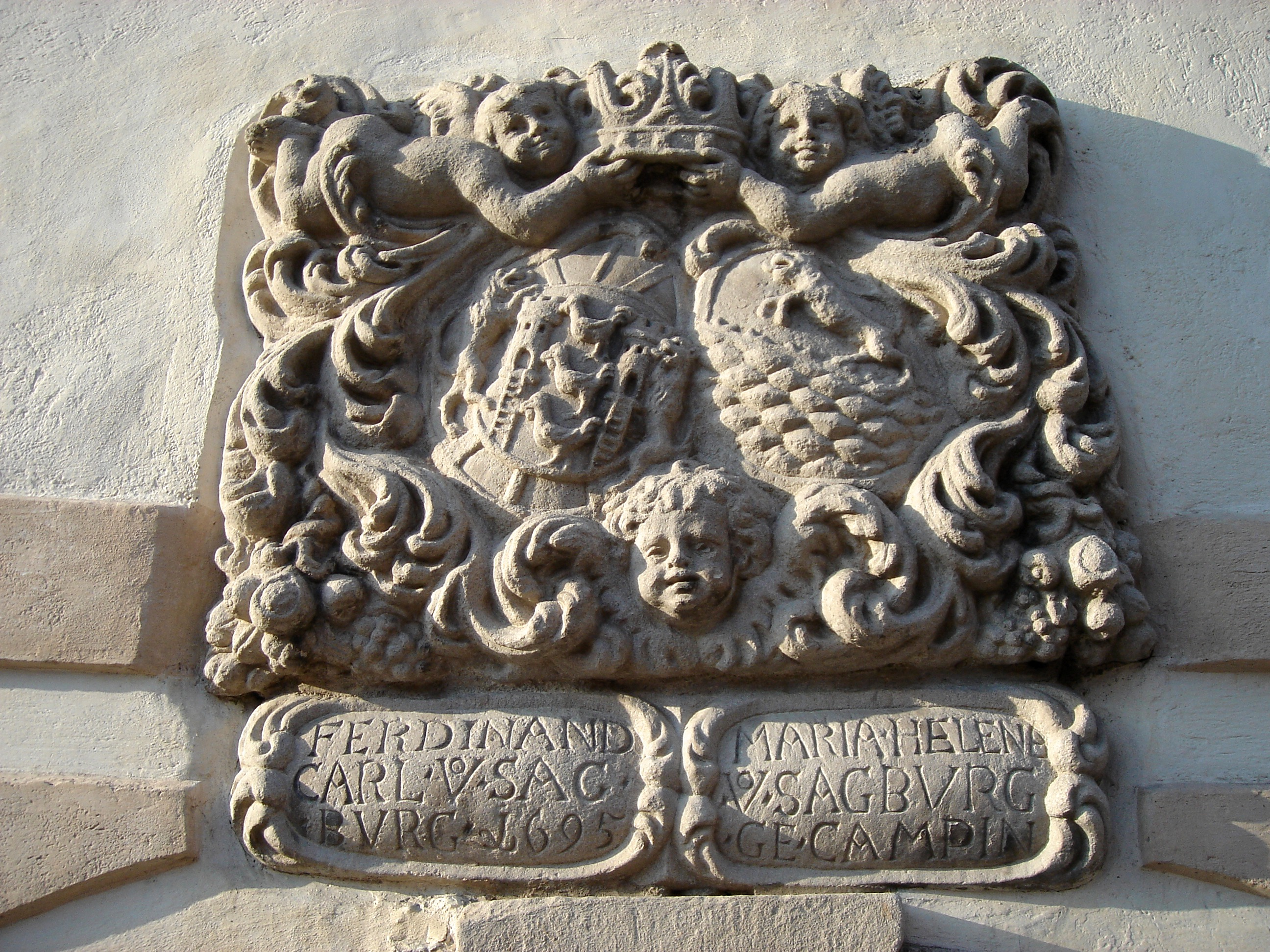
Allianzwappen des Ferdinand Carl von Sagburg und seiner Frau Maria Helena Campi von Heiligenberg an der Außenfassade

Der Ansitz Rosengarten ist ein geschütztes Baudenkmal der Marktgemeinde Lana in Südtirol. Das Anwesen beherbergt heute das örtliche Bürgerhaus und eine Musikschule.

## Geschichte
Der ursprüngliche Bau wurde schon vor 1600 erwähnt. Einer Sage nach erhielt das Anwesen seinen Namen, da hier einst der Rosengarten des Königs Laurin gestanden habe. Mitte des 17. Jahrhunderts erwarben die Herren von Sagburg den Ansitz. Ferdinand Karl Sagmeister von Sagburg, der mit Maria Helena Campi von Heiligenberg vermählt war, wohnte 1695 in Rosengarten und brachte das Anwesen in seine heutige Gestalt. Von den Sagburgern ging das Haus in den Besitz der Herren von Schöpfer über. Im 19. Jahrhundert war dort mietweise die k. k. Landgerichtbehörde untergebracht. Am 24. Mai 1823 wurde in dem Haus der Erfinder Johann Kravogl geboren, dessen Vater zu dieser Zeit Kanzlist am Landgericht in Lana war. Eine Gedenktafel an der Außenwand erinnert daran. Heute ist Rosengarten das örtliche Bürgerhaus.

## Beschreibung
Der Barockbau wurde 1693 errichtet. Über dem Hauptportal ist ein Allianzwappen von 1695 angebracht. Innen befindet sich im Erdgeschoss eine gewölbte Halle. Im ersten Stock ist der Mittelsaal mit einer Stuckdecke verziert, dazu sind mehrere Räume mit Kassettendecken versehen.